# Ciulnița
Ciulnița is een Roemeense gemeente in het district Ialomița.
Ciulnița telt 2506 inwoners.